# Moirygletscher
Der Moirygletscher (französisch Glacier de Moiry) ist ein Gletscher in den Walliser Alpen im Talabschluss des Val de Moiry, einem Seitental des Val d’Anniviers. Er liegt ungefähr fünf Kilometer südlich des Lac de Moiry. Der Gletscher ist 5,2 km lang und bedeckt eine Fläche von ungefähr 6,1 km², die Exposition ist Nord.
Seinen Ausgangspunkt nimmt der Moirygletscher an der Nordflanke des Grand Cornier auf rund 3800 m Von hier fliesst er nach Norden, flankiert von der Pointe de Bricola (3658 m ü. M.) und der Tsa de l'Ano (3368 m ü. M.) im Westen sowie von den Bouquetins (bis 3627 m ü. M.) und der Pigne de la Lé (3396 m ü. M.) im Osten. Am Westfuss der Pigne de la Lé überwindet der Gletscher eine steile Felskante, sonst hat er eine relativ gleichmässige Neigung von 15 bis 20 %. Die Gletscherzunge endet derzeit auf einer Höhe von etwa 2400 m. Der Moirygletscher speist die Gougra, die im Lac de Moiry gestaut ist und danach in die Navisence mündet. Diese fliesst durch das Val d’Anniviers und erreicht bei Sierre die Rhone.
Ende des 19. Jahrhunderts reichte der Moirygletscher noch etwas mehr als einen halben Kilometer weiter talabwärts. An einem Felshang östlich oberhalb des Gletschers steht die Cabane de Moiry, von der aus der Gletscher gut zu sehen ist.